# Унорож
Унорож — село в Ореховском сельском поселении Галичского района Костромской области России.

## География
Село расположено к северо-западу от Галича и Галичского озера, при впадении реки Тойга в Вёксу.

## История
Село Унорож в XIV — XV веках входило в состав Ликургской волости Галич-Мерьского княжества Владимиро-Суздальской Руси. В 1679 году — в Галичской чети (приказе).
Согласно Спискам населенных мест Российской империи в 1872 году погост Унорож относился к 1 стану Галичского уезда Костромской губернии. В нём числилось 4 двора, проживало 9 мужчин и 14 женщин. В селе имелась православная церковь.
Согласно переписи населения 1897 года в погосте Унорож проживало 30 человек (14 мужчин и 16 женщин).
Согласно Списку населенных мест Костромской губернии в 1907 году погост Унорож относился к Вознесенской волости Галичского уезда Костромской губернии. По сведениям волостного правления за 1907 год в нём числилось 8 крестьянских дворов и 25 жителей. В погосте имелась школа, кирпичный завод.
В 2006 году Унорож стал центром Унорожского сельского поселения. В 2009 год село вошло в состав Ореховского сельского поселения.

## Население
| 2008 | 2010 | 2012 | 2014 |
| ---- | ---- | ---- | ---- |
| 214  | ↘183 | ↗206 | ↘202 |

## Инфраструктура
В селе имеется колхоз «Рассвет» и Унорожская начальная школа (закрыта в 2013 году).

## Достопримечательности
В селе, на месте финно-угорского городища X—XI веков и древнерусского поселения XII—XIII веков, находится Благовещенская церковь. Здесь же в VII—VI тысячелетиях до нашей эры находилась сезонная стоянка первобытного человека эпохи мезолита, а в I тысячелетии до нашей эры — укрепленное городище раннего железного века.
На базе краеведческого музея и материалов археологических исследований городища Унорож в 2016 году Костромской археологической экспедицией и Костромским отделением РГО открыт историко-археологический экспозиционно-выставочный зал

### Карты
- Унорож на карте Wikimapia
- Унорож на топографической карте (недоступная ссылка — история).